# Bert Angeles
Bert Angeles (Londra, 1875 circa – New York, 30 maggio 1950) è stato un regista, sceneggiatore e attore britannico che lavorò negli Stati Uniti per la Vitagraph.

## Biografia
Nato a Londra, lavorò negli Stati Uniti all'epoca del muto come regista. Saltuariamente, scrisse anche alcune sceneggiature e recitò in un paio di pellicola. La sua carriera cinematografica copre un arco di un paio d'anni, dal 1913 al 1915. Tra gli attori che diresse, ci furono tra gli altri Norma Talmadge ancora agli inizi carriera, e la coppia comica formata dal popolarissimo John Bunny e da Flora Finch. Tra i collaboratori di Angeles, si ricorda la sceneggiatrice Beta Breuil, che firmò alcuni dei suoi film. Dopo aver lasciato la Vitagraph, passò a una piccola compagnia indipendente per cui lavorò come regista e come sceneggiatore nel 1915, ultimo anno della sua attività cinematografica.
Morì a New York nel 1950 a 75 anni.

## Filmografia
La filmografia è completa. Quando manca il nome del regista, questo non viene riportato nei titoli

### Regista
- Two of a Kind - cortometraggio (1913)
- The Final Justice - cortometraggio (1913)
- Belinda the Slavey; or, Plot and Counterplot
- The Midget's Romance
- He Answered the Ad - cortometraggio (1913)
- Sleuthing - cortometraggio (1913)
- Playing with Fire - cortometraggio (1913)
- Omens and Oracles - cortometraggio (1913)
- Two Souls with But a Single Thought; or, A Maid and Three Men - cortometraggio (1913)
- A Lady and Her Maid (1913)
- The Midget's Revenge (1913)
- Cutey Tries Reporting  (1913)
- The Coming of Gretchen  (1913)
- Roughing the Cub  (1913)
- Count Barber  (1913)
- Keeping Husbands Home  (1913)
- He Fell in Love with His Mother-in-Law  (1913)
- The Hoodoo Umbrella  (1913)
- That Suit at Ten (1913)

- A Brother's Redemption (1915)

- And Percy Got Married (1915)
- Percy Made Good (1915)
- The Politicians (1915)

### Sceneggiatore
- And Percy Got Married, regia di Bert Angeles (1915)
- Percy Made Good, regia di Bert Angeles (1915)
- Billy's Stratagem, regia di Bruce M. Mitchell (1915)
- Resourceful Billy (1915)
- Billy's Scoop (1915)

### Attore
- He Answered the Ad, regia di Bert Angeles (1913)
- Omens and Oracles, regia di Bert Angeles (1913)